# Jandelsbrunn
Jandelsbrunn är en kommun och ort i Landkreis Freyung-Grafenau i Regierungsbezirk Niederbayern i förbundslandet Bayern i Tyskland.